# Luftschlösser (1919)
Luftschlösser ist eine US-amerikanische Stummfilmkomödie aus dem Jahr 1919 von George D. Baker mit May Allison in der Hauptrolle. Der Film wurde von der Metro Pictures Corporation produziert und basiert auf der Kurzgeschichte Orchestra D-2 von Kate Jordan.

## Handlung

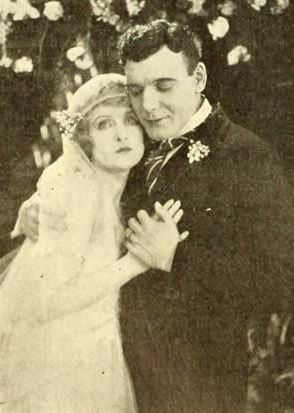
Szenenfoto mit May Allison und Ben F. Wilson

Als Fortuna Donnelly eine Stelle als Platzanweiserin im Halcyon Theater bekommt, beginnt sich der Manager Eddie Lintner, für sie zu interessieren. Er wird eifersüchtig, als sie dem reichen Engländer Owen Pauncefort ihre Aufmerksamkeit schenkt.
Fortuna isst mit Pauncefort in seinem Haus zu Abend, wo er ihr sexuelle Avancen macht. Er entschuldigt sich und gesteht, dass er versucht, seine Frau ausfindig zu machen, die sich nach einem Streit von ihm getrennt hat. Zufällig besucht Mrs. Pauncefort das Theater und Fortuna erkennt sie auf dem Foto. Fortuna ruft Pauncefort an und arrangiert einen Platz für ihn neben seiner Frau. Das streitende Paar ist wieder vereint und Fortuna findet ihr Glück mit Eddie.

## Hintergrund
Da keine Kopien der fünf Filmrollen existieren, gilt der Film als verschollen.

## Veröffentlichung
Die Premiere des Films fand am 12. Mai 1919 statt.

## Kritiken
Im Fachmagazin Exhibitors Herald hieß es, der Film habe eine Tendenz zum Langweilen und weise einen ausgeprägten vertrauten Handlungsablauf auf, aber er halte das Interesse bis zum Ende aufrecht.